# 강릉 한송사지 석조보살좌상 (국보)
강릉 한송사지 석조보살좌상(江陵 寒松寺址 石造菩薩坐像)은 강원특별자치도 강릉시 한송사 절터에서 출토된, 고려 시대의 석조보살좌상이다. 1967년 6월 21일 대한민국의 국보 제124호로 지정되었다.

## 개요
원래 강원특별자치도 강릉시 한송사 절터에 있던 보살상으로 1912년 일본으로 옮겨졌다가, 1965년 조인된 한일협정에 따라 되돌려 받았다. 이 보살상은 이후 국립중앙박물관에서 전시되었고, 2002년 국립춘천박물관이 개관하면서 이관되었다. 잘려진 머리 부분을 붙일 때의 흔적과, 이마 부분의 백호(白毫)가 떨어져나가면서 입은 손상이 있을 뿐 거의 완전한 형태를 갖추고 있다.
머리에는 매우 높은 원통형의 보관(寶冠)을 쓰고 있으며, 상투 모양의 머리(육계)가 관 위로 높이 솟아 있다. 볼이 통통한 네모난 얼굴에는 지긋이 감은 눈이 새겨져 있고, 입가에는 엷은 미소가 번져 있다. 목에는 세 줄의 굵은 삼도(三道)가 표현되어 있으며, 세 줄의 목걸이(영락장식)가 가슴까지 내려와 우아함을 더하고 있다. 양 어깨에 걸쳐 입은 옷(통견)에는 부드럽고 자연스러운 옷주름이 새겨져 있다. 검지 손가락을 편 오른손은 연꽃가지를 잡고 가슴까지 들어 올렸으며, 왼손 역시 검지 손가락을 편 채 무릎 위에 올려 놓았다. 발은 오른쪽 다리를 안으로 하고 왼쪽 다리를 밖으로 하고 있어서 같은 곳에서 발견된 강릉 한송사지 석조보살좌상(보물 제81호)과 반대이다.
이러한 외형적 특징은 공양상의 형태로 조영된 보살상의 특징인데, 이로 보아 주불을 좌우에서 협시하는 형태로 두 구의 보살상이 조영되었을 가능성이 있다. 따라서 두 보살상을 문수보살, 보현보살로 보는 것에 문제는 없는 것으로 보인다. 다만, 공양 혹은 협시의 대상이 불상인지 아니면 진신사리를 모신 석탑 등인지에 대해서는 고민이 더 필요할 것으로 보인다. 또한, 현재 한송사지로 일컬어지는 지역 내에는 두 보살의 협시를 받을만한 건축물이나 불상의 흔적을 찾아 볼 수 없다.
한국 석불상의 재료가 거의 화강암인데 비하여 이 보살상은 흰 대리석으로 만든 점이 특이하다. 조각 수법과 아울러 재료에서 오는 질감과 색조가 좀 더 우아하고 온화한 기품을 느끼게 해준다. 약간 오른쪽으로 향한 듯한 얼굴과 몸은 풍요로우며, 조각수법 또한 원숙하고 정교하다. 원통형의 보관이나 풍만한 얼굴, 입가의 미소 등은 강릉 신복사지 석조보살좌상(보물 제84호)과 평창 월정사 석조보살좌상(보물 제139호)에서도 공통적으로 보이는 특징인데, 이들보다 한층 더 세련된 솜씨를 보여주고 있으며 만든 시기는 고려 초인 10세기로 추정된다.
고려 후기의 학자인 이곡의 동유기(관동지역 여행기)에 "비 때문에 하루를 경포대에서 머물다가 강성(강릉)으로 나가 문수당을 관람하였는데, 사람들의 말에 의하면 문수보살과 보현보살의 두 석상이 여기 땅 속에서 위로 솟아나왔다고 한다"라는 기록이 있다. 이로 보아, 고려 후기까지 보물 제81호와 함께 두 보살상이 문수당이라 불린 사찰에 함께 있었던 것으로 보인다. 이 문수당은 이후 문수사로 불렸고, 어느 시점에 한송사가 된 것을 보인다. 문수당이라는 사찰의 이름에서 동해안 지역에서 유행한 문수신앙의 흔적을 확인할 수 있다.
한송사는 이후 해일 피해를 입어 폐사되었다고 하는데, 그 과정에서 보살상 역시 잊혀졌던 것으로 보인다. 최근에 이루어진 폐사지에 대한 조사에서 두 보살상과 관련된 두 기의 화강암 대좌가 모래 속에 파묻힌 채 발견된 바 있다. 다만, 본격적인 발굴작업이 이루어진 것은 아니며, 한송사지가 군부대가 관리하는 곳에 위치하고 있어 조사 역시 쉽지 않은 형편이다. 한편으로는 현재 한송사지로 불리는 지점이 실제 사찰이 위치한 지역이 아니며, 일제강점기 유물을 반출하는 과정에서 이를 잠시 놓아둔 장소라는 주장도 제기되고 있다.

## 같이 보기
- 강릉 한송사지 석조보살좌상 - 보물 제81호, 강릉 오죽헌 박물관 소장
- 강릉 신복사지 석조보살좌상 - 보물 제84호
- 평창 월정사 석조보살좌상 - 보물 제139호

## 사진

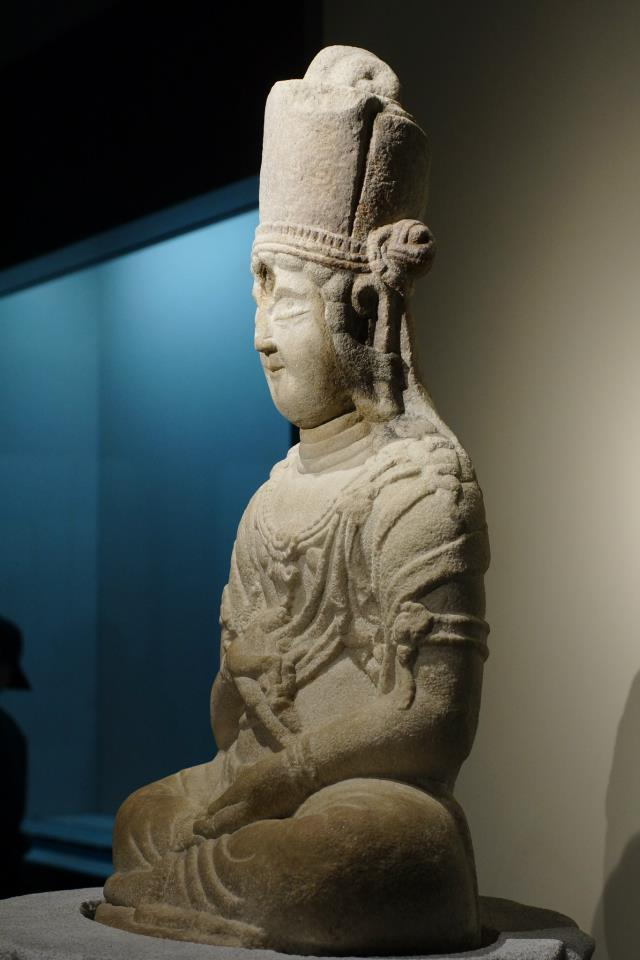
한송사지 석조보살좌상
한송사지 석조보살좌상
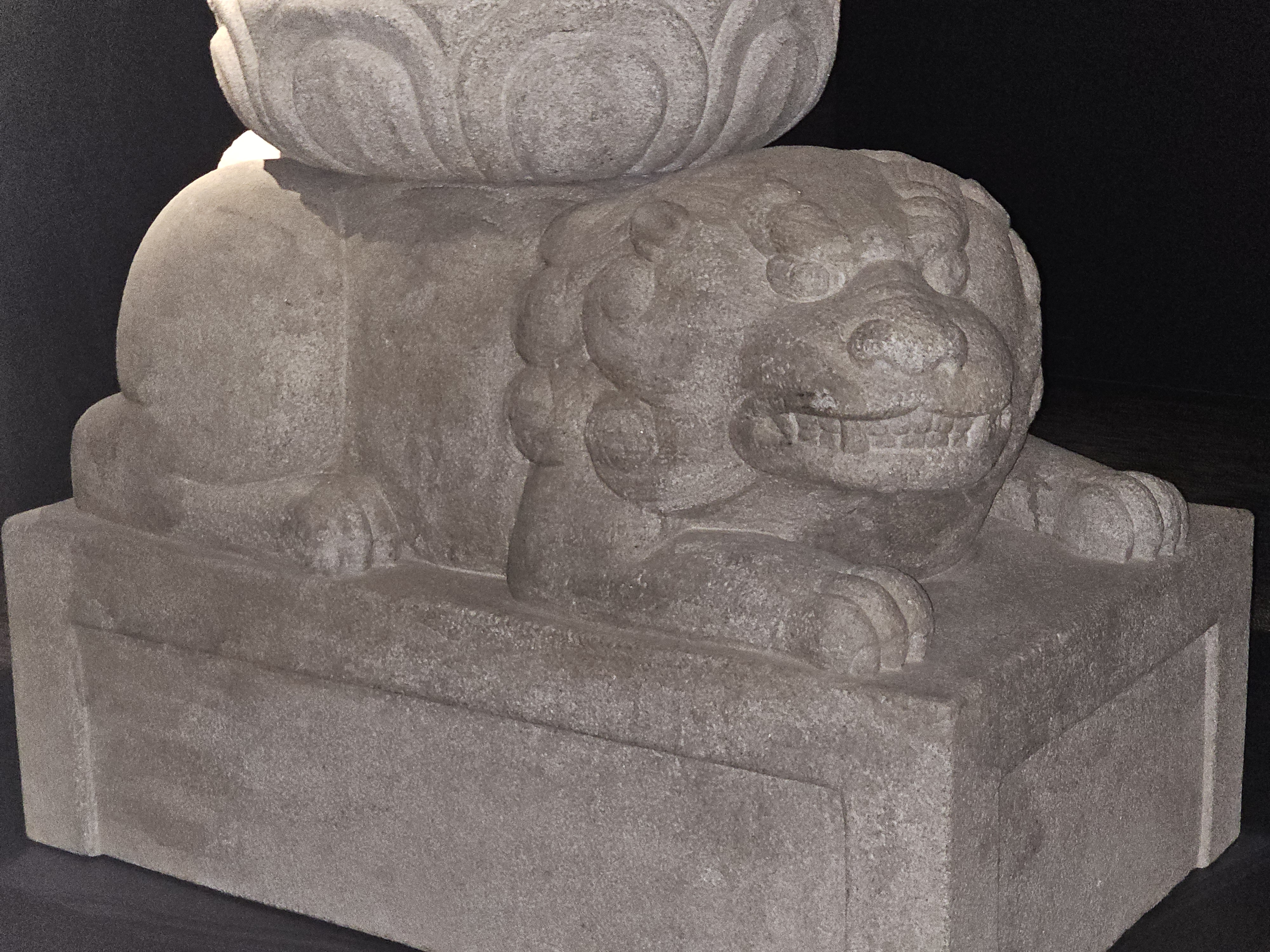
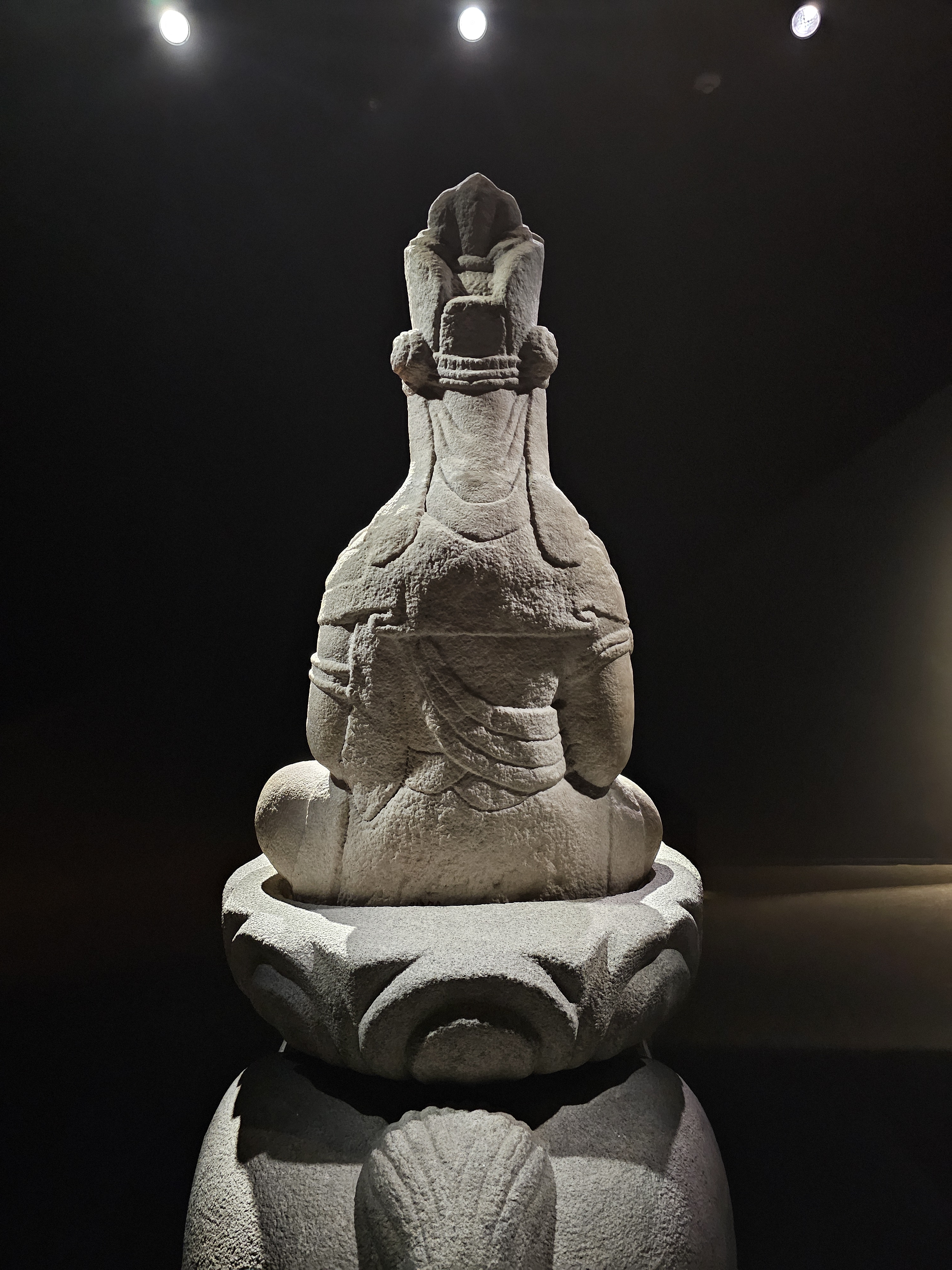
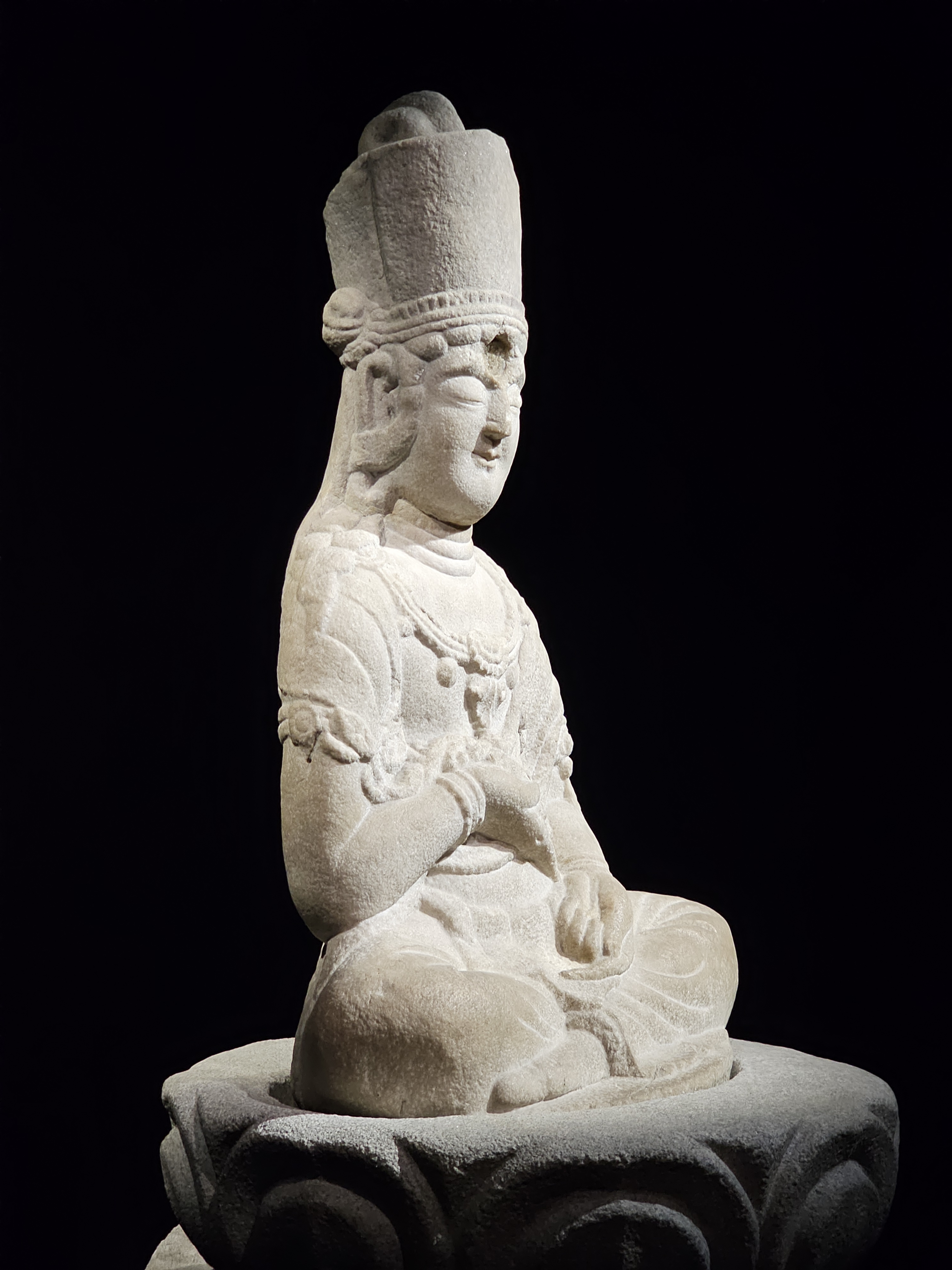
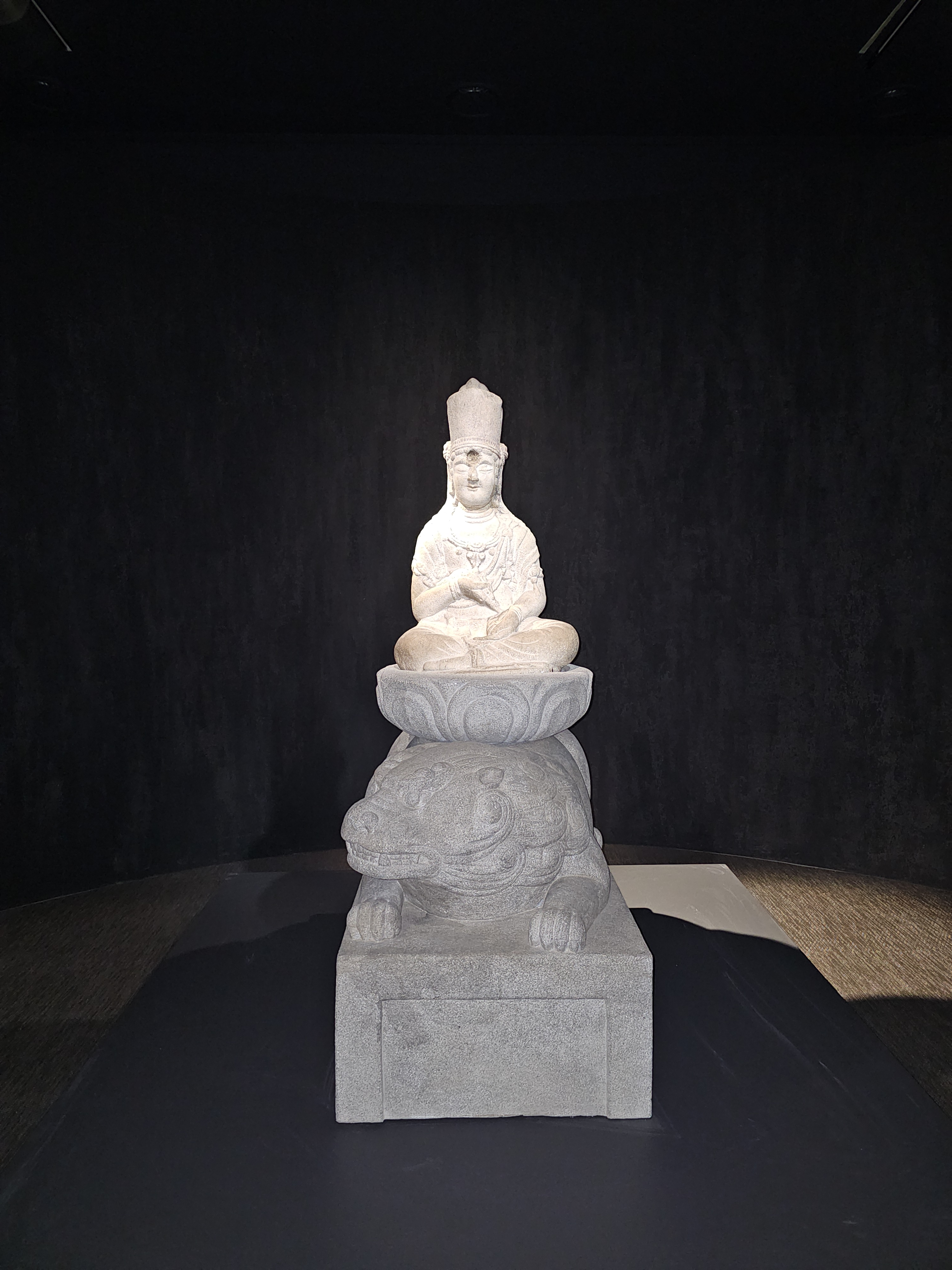
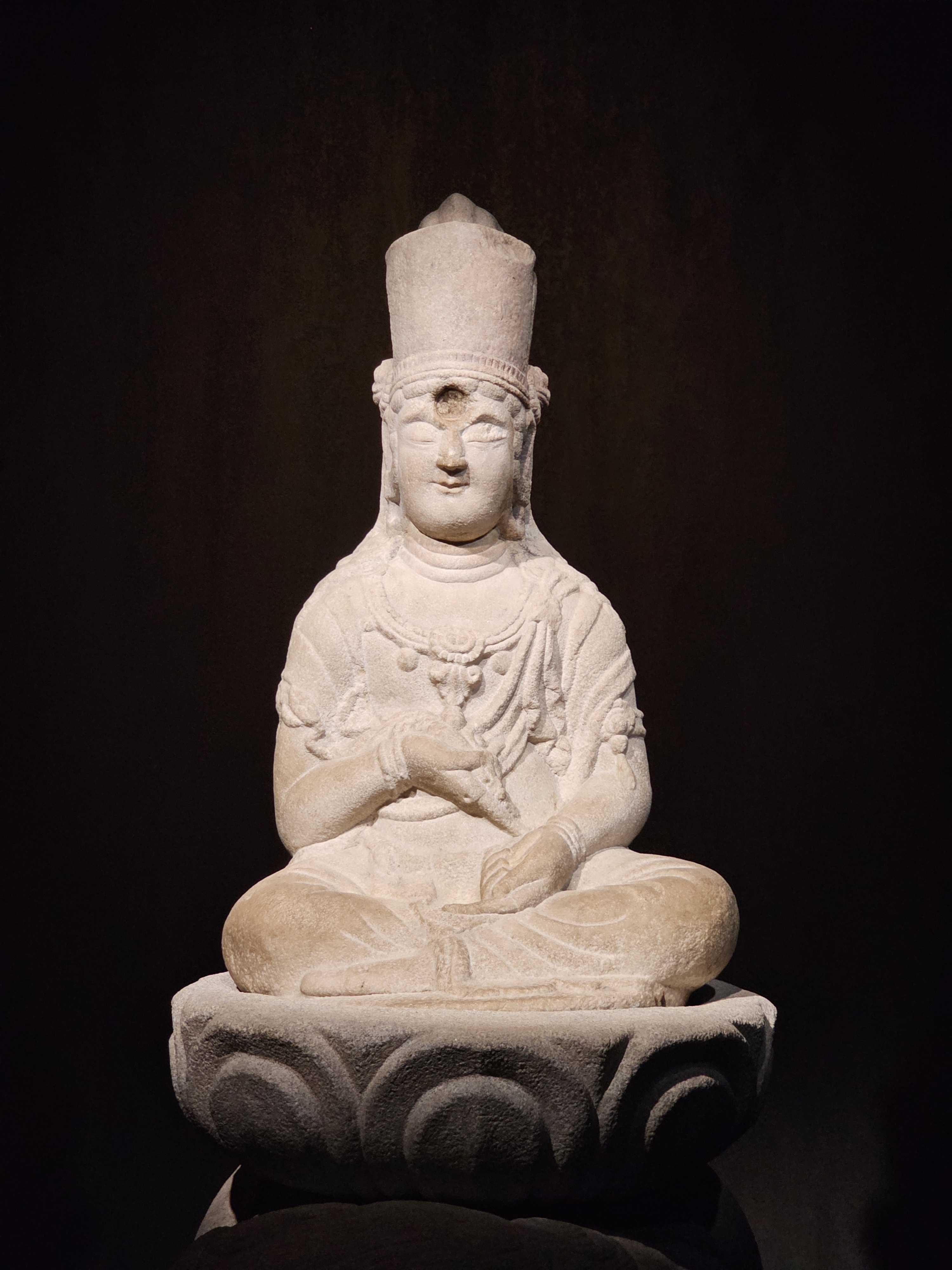
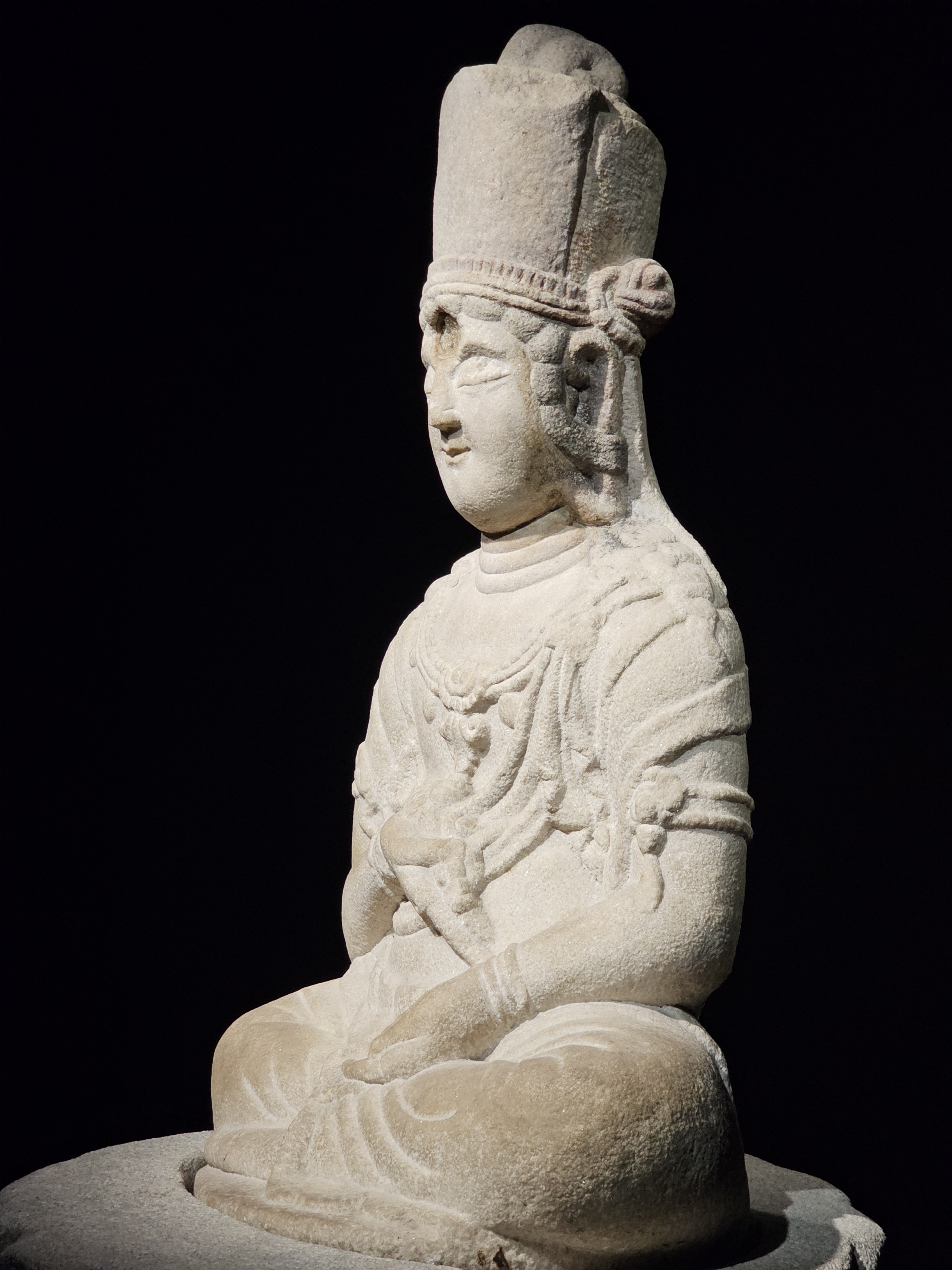